# Alphonse de Châteaubriant
Pour les articles homonymes, voir Chateaubriant.
Alphonse van Bredenbeck de Châteaubriant, né le 25 mars 1877 à Rennes et mort le 2 mai 1951 à Kitzbühel (Autriche), est un écrivain français.
Il fut un intellectuel actif de la collaboration durant l'occupation de la France par l'Allemagne nazie.

## Biographie

### Famille
La famille van Bredenbeck de Châteaubriant est originaire de Hollande (sans rapport avec celle de l'écrivain François-René de Chateaubriand). Sa branche française fait partie des familles subsistantes d'ancienne bourgeoisie angevine. Son fondateur, Gaspard van Bredenbeck (1637-1687), naturalisé français, était maître-raffineur de sucre et de mélasse à Saumur en 1670, puis à Angers en 1675. Sa veuve acquit la terre de Châteaubriant à Sainte-Gemmes-sur-Loire le 24 février 1693. Alphonse de Châteaubriant est le fils de Alphonse van Bredenbec de Châteaubriant, zouave pontifical et peintre, et de Marie-Louise Arnaud.
Après des études au lycée Clemenceau de Nantes, Alphonse de Châteaubriant fait l'école spéciale militaire de Saint-Cyr, mais ne s'engage pas dans une carrière militaire. Il a surtout vécu entre Piriac-sur-Mer où se trouve sa propriété, Nantes et le Poitou.
Alphonse de Châteaubriant épouse à Saint-Nazaire, par contrat du 18 mai 1903, Marguerite-Eugénie-Thérèse Bachelot-Villeneuve (1876-1962), fille d'un médecin ; ils eurent deux fils, Guy et Robert (1906-1992, écrivain sous le nom d'Yves Le Scal). Pendant la Première Guerre mondiale, il vit aussi à Versailles, rue de l'Orangerie, et ses enfants vont au lycée Hoche, sa famille faisant des allers et retours à Saint-Nazaire, pour causes de mauvais ravitaillement. Plus tard, il rencontre la poétesse Gabrielle Castelot. L'un des deux fils de cette dernière, le futur historien André Castelot, devient un temps son secrétaire particulier.

### Régionalisme

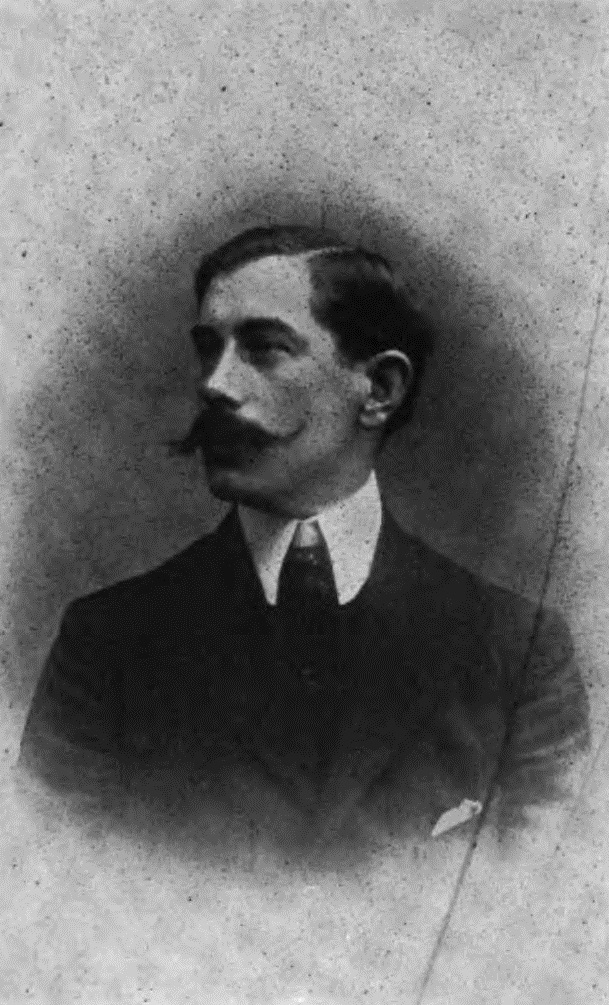
Châteaubriant avant 1913.

Il collabore à des revues régionales et publie une série de nouvelles intitulées Hobereaux.
C’est donc ce terroir régional du grand Ouest qui constitue la matière de ses livres, à commencer par Monsieur des Lourdines, prix Goncourt 1911. Romain Rolland, avec qui il s'est lié d'amitié, voit alors dans ce premier ouvrage « un livre à rendre en un mois son auteur célèbre dans le monde entier ». Vient ensuite La Brière, pour lequel il reçoit en 1923 le grand prix du roman de l'Académie française et qui est l'un des plus forts tirages de l'entre-deux-guerres avec 600 000 exemplaires vendus. Le livre est traduit dès 1924 en allemand, puis en anglais, et est publié par 26 éditeurs différents. En 1927, il publie La Meute.

### Fascination pour l'Allemagne nazie
Quand éclate la Première Guerre mondiale, Châteaubriant — qui sert comme ambulancier — écrit à sa femme et à Romain Rolland des lettres qui montrent son bouleversement. Lorsqu'arrive enfin la paix, l'écrivain est convaincu de la nécessité pour la France de se réconcilier avec l'Allemagne afin d'éviter une nouvelle guerre. Germanophile, catholique horrifié par le communisme athée, partisan de l'ordre, mais également dreyfusard, il est séduit par le national-socialisme d'Hitler, y voyant un retour à l'esprit de la chevalerie, auquel il mêle une mystique catholique, manifeste dans La Réponse du Seigneur. Il se rend plusieurs fois en Allemagne avec sa maîtresse et collaboratrice, Gabrielle Castelot, nazie convaincue.
En mai 1937, à l'issue d'un voyage en Allemagne, il publie La Gerbe des forces où il n’hésite pas à se prononcer en faveur de l'idéologie hitlérienne, voyant une sorte de compatibilité entre le christianisme et le nazisme. Se rendant au congrès de Nuremberg, il rencontre à Berchtesgaden, le 13 août 1938, Adolf Hitler qui lui apparaît comme un nouveau messie. Il relate ensuite son entrevue dans le quotidien Le Journal, sous le titre « Hitler m'a dit… ».

### Collaboration

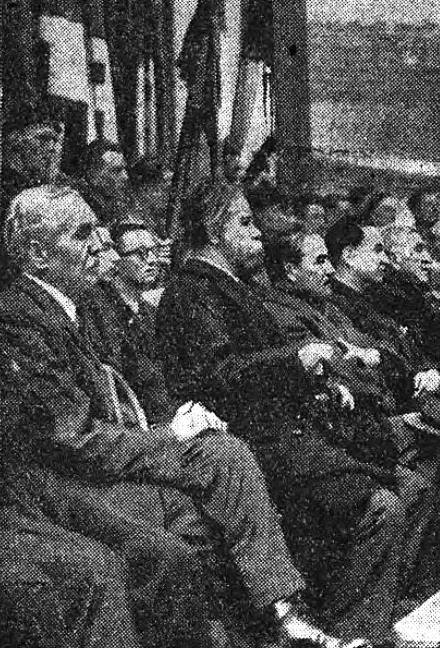
Châteaubriant assistant au meeting du Front révolutionnaire national au Vél'd'Hiv' le 11 avril 1943. De gauche à droite : Claude, Châteaubriant, Déat, Bucard et Chack.

Il est de ceux qui se sont tout de suite rangés du côté de la collaboration. Sous l'Occupation, il préside le groupe Collaboration et dirige, de juillet 1940 à mai 1941, La Gerbe, périodique qui se veut un « hebdomadaire politique et littéraire ». Le rédacteur en chef en est Marc Augier (connu après-guerre sous le pseudonyme de Saint-Loup). Le premier exemplaire paraît le 11 juillet 1940. On y trouve les signatures de Jean Giono, Paul Morand, Jean Cocteau, Marcel Aymé, Sacha Guitry, etc. L'hebdomadaire défend l’idée d’une Europe aryanisée, débarrassée du bolchévisme, proche des thèses du Rassemblement national populaire de Marcel Déat, s'éloignant alors du pétainisme maréchaliste. Il soutient la Légion antibolchévique en participant à un meeting de Jacques Doriot. Il donne des conférences à Rennes pour défendre le rapprochement avec l’Allemagne, comme le dimanche 16 novembre 1941, animée par le « groupe collaboration » de la capitale bretonne.
En 1944, quand les troupes alliées approchent de Paris, Châteaubriant se réfugie en Allemagne, où il se trouve déjà quand, le 17 août, paraît le dernier numéro de La Gerbe. Le Comité national des écrivains (CNE) inscrit alors son nom sur la liste des auteurs qu’il juge indésirables.

### Après-guerre

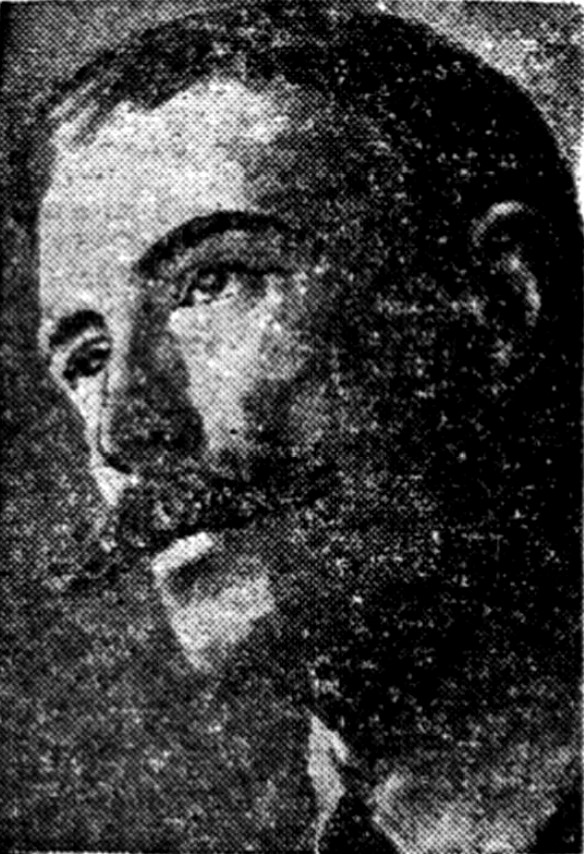
Chateaubriant par Henri Manuel.

Après l’écrasement de l’Allemagne, Alphonse de Châteaubriant se réfugie en Autriche, où il vit à Kitzbühel, se faisant appeler « Dr Alfred Wolf ». C’est donc par contumace qu’il est frappé d'indignité nationale et condamné à mort le 25 octobre 1948 par la sixième section de la Cour de justice de la Seine ; le mandat d'arrêt lancé contre lui avec ordre de le conduire au fort de Charenton ne l’atteignit jamais dans le monastère du Tyrol où il s'était réfugié et où il mourut en 1951 après avoir publié une Lettre à la chrétienté mourante.

## Publications
- Le Baron de Puydreau (nouvelle), 1908.
- Monsieur de Buysse (nouvelle), 1909.
- Monsieur des Lourdines – Histoire d'un gentilhomme campagnard (Prix Goncourt), Grasset, 1911. Réédition G. Crès & Cie, 1924, portrait de l'auteur gravé sur bois par Paul Baudier. Repris dans : Gens de Vendée, Omnibus, 1996 (comprend : Les Mouchoirs rouges de Cholet, par Michel Ragon - Les Louves de Machecoul, par Alexandre Dumas - Monsieur des Lourdines - La terre qui meurt, par René Bazin)  (ISBN 2-258-04206-2).
- La Brière (roman - Grand prix du roman de l'Académie française), Grasset, 1923 ; dernière réédition Grasset, 1985  (ISBN 2-246-11063-7).
- La Meute, éd. du Sablier, 1927 ; réédition chez Grasset (coll. Pour mon plaisir) en 1935.
- Locronan, Cahiers libres, 1928.
- La Réponse du Seigneur, Grasset, 1933, 313 p. bois gravé de Constant Le Breton (1895-1985) ; dernière réédition Grasset, 1967  (ISBN 2-246-11082-3).
- Kériacop, éditions Mornay, « la collection originale ».
- La Cité de nos fêtes, éditions Bernard Grasset.
- Au pays de Brière (photos de C. Le Boyer & A. Bernard), édition préparée par A. Castelot, éd. de Gigord, sans date, [1935].
- La Gerbe des forces, Grasset, 1937 ; réédition aux éditions de l'Homme libre, 2005.
- Le Bouquet fané (illustrations de Bernard Roy), Tisné, 1937. « Mais si le bouquet est fané, quelque chose dans ce bouquet fané ne veut pas mourir. La couleur plus forte que la mort, d'une certaine fleur de bruyère […] Oui ! il reste la plupart du temps quelque chose de caché au fond des cassettes vides, et ce qui reste ainsi caché porte le dernier et le premier des beaux noms : l'honneur. L'honneur qui reste malgré tout, dans la gentry française, l'un des adversaires historiques les plus redoutables de cet ennemi de toute sagesse qui s'appelle : l'or. »
- Les pas ont chanté, Grasset (coll. Le trentenaire), 1938.
- Écrits de l'autre rive, Le Palladium - André Bonne éditeur, 1950
- Lettre à la chrétienté mourante, Grasset (coll. Les cahiers verts), 1951.
- …Des saisons et des jours… Journal de l'auteur, 1911-1924, avec 7 dessins originaux de l'auteur, éd. du Sapin vert, 1953.
- Itinerarium ad lumen divinum, La Colombe, 1955.
- Procès posthume d'un visionnaire, Nouvelles Éditions latines, 1987.
- L'Acte intérieur, Nouvelles Éditions latines, 1992.
- Fragments d'une confession – De la sainteté, éd. de Paris, 2004  (ISBN 2-85162-134-3).

## Iconographie
- Paul Baudier (1881-1962), Alphonse de Chateaubriant, vers 1924, gravure sur bois.